# Wilhelm Heinrich von Rudorff
Wilhelm Heinrich von Rudorff (* 10. April 1741 in Körbecke; † 18. November 1832 in Berlin) war ein preußischer Generalmajor und Chef des Husarenregiments Nr. 2.

## Leben

### Herkunft
Seine Eltern waren der Justizamts und Pächter in Körbecke Johannes Friedrich Rudorff und dessen Ehefrau Anna Sophia, geborene Spannemer.

### Militärlaufbahn
Rudorff studierte zunächst im Kloster Berge bei Magdeburg, aber im Jahr 1758 kam er während des Siebenjährigen Krieges als Husar in das Husarenregiment „Belling“. Er wurde in den Schlachten bei Kunersdorf und Freiberg verwundet, ferner kämpfte er im Gefecht an der Asch, Paßbreg und Neubrandenburg. Im Gefecht am Klempner Paß erhielt er sieben Schusswunden und fünfzehn Säbelwunden. Für sein Tapferkeit wurde er am 14. Januar 1761 Kornett und am 1. Juni 1761 Sekondeleutnant.
Nach dem Krieg dauerte es bis zum 17. März 1771, als er Premierleutnant wurde. Am 17. Mai 1772 holte ihn der General Daniel Friedrich von Lossow als Adjutant zu sich. Am 9. April 1778 wurde er Stabsrittmeister und Generaladjutant des Generals von Lolhöffel. Als solcher nahm er am Bayerischen Erbfolgekrieg teil. Am 6. November 1786 wurde er in den Adelsstand erhoben. Am 23. März 1787 wurde er Rittmeister und Eskadronchef im Husaren-Regiment. Als solcher war er bei der preußischen Intervention in Holland dabei. Am 19. Januar 1789 erhielt er den Orden Pour le Mérite bei der Revue in Stargard in Pommern.
Während des Ersten Koalitionskrieges kämpfte Rudorff im Gefecht bei St. Amand, Valenciennes und Farmas. In der Zeit wurde er am 16. März 1795 Kommandeur des II. Bataillons des Husarenregiments Nr. 1 und am 15. Mai 1796 Kommandeur des Regiments. Am 20. Mai 1798 wurde er Oberstleutnant mit Patent vom 1. Juni 1798 und am 20. Mai 1799 wurde er Oberst mit Patent vom 1. Juni 1799. Am 29. August 1804 erhielt er ein Geschenk von 1000 Talern und am 17. Oktober 1805 wurde er Chef des Husarenregiments Nr. 2, dazu wurde er am 20. Mai 1806 Generalmajor mit Patent vom 31. Mai 1806.
Während des Vierten Koalitionskrieges nahm er am Gefecht bei Kriewitz teil und konnte so den Rückzug decken, musste dann aber bei Ratkau kapitulieren und wurde danach inaktiv gestellt. Am 27. August 1807 wurde er auf Halbsold gesetzt, zudem wurde er 1808 Brigadier des inaktiven Offiziere in Berlin. Am 2. September 1813 wurde er mit einer Pension von 800 Talern in den Ruhestand geschickt. Er wurde am 23. November auf dem Garnisonsfriedhof beigesetzt.

### Familie
Rudorff heiratete am 21. Januar 1779 in Lauenburg in Pommern Eva Renate von Grell (* 1754; † 26. Januar 1832). Das Paar hatte folgende Kinder:
- Wilhelm (* 1779), Oberstleutnant, Ritter des Ordens Pour le Mérite
- Friedrich Adolf (* 1780; † 7. Juni 1815), Rittmeister
- Ferdinand (* 1781; † 9. November 1807 in Treptow), starb als Sekondeleutnant an den Folgen einer Verwundung
- Friederike Charlotte Albertine (* 1783) ⚭ 22. August 1802 Johann Gottfried von Berger, Gardehauptmann
- Karl Moritz Alexander (* 4. Dezember 1784; † 24. Juni 1846) Oberst und Kommandeur des 30. Infanterie-Regiments
- Heinrich Ludwig Andreas (* 7. März 1793; † 14. November 1846), Major und Kommandeur des 1. Ulanen-Regiments ⚭ 1831 Louise Edeline von Werder (* 1810),[1] Tochter des Generalmajors Ludwig Timon Moritz von Werder
- Wilhelmine (* 1795; † 21. Dezember 1799)